# Knobbelen
Knobbelen of knobelen is een gezelschapsspel dat zowel in verenigingsverband, in het café of in huiselijke kring kan worden gespeeld.
Het woord knobbelen komt van het Duitse woord knobeln en heeft meerdere betekenissen. Een hiervan is gokken, wat van toepassing is op dit spel. In Engeland kent men het spel onder de naam spoof.
Een uitgebreide studie en beschrijving van het spel is in 2006 gemaakt door Mark Wittkamp, verbonden aan de University of West Australia.

## Spelverloop
De spelers zitten aan een tafel en elke speler krijgt
- drie kleine voorwerpen uitgereikt. Noodzakelijk is dat deze voorwerpen zo klein zijn dat ze in een hand verborgen kunnen blijven. Muntjes, knopen, paperclips[4], fiches of lucifers voldoen.
- een stuk papier en pen waarmee de voorspellingen per ronde en per speler bijgehouden kunnen worden.

Elke speler kiest ervoor een, twee, drie of geen voorwerp in een hand te verstoppen en de andere voorwerpen onder tafel (in de andere hand bijvoorbeeld) en uit het speelveld te houden zodat niemand kan zien of vermoeden wat er in de hand zit die later op tafel gelegd wordt.
Vervolgens legt iedereen de gesloten hand met het gekozen aantal voorwerpen op tafel, waarna het voorspellen begint.
Met de wijzers van de klok mee mogen de spelers raden hoeveel voorwerpen er in totaal op de tafel liggen en deze voorspellingen noteren. Twee voorspellingen mogen niet hetzelfde zijn.
Nadat de voorspellingen gedaan zijn worden de handen geopend en wordt het totaal van de voorwerpen in de handen geteld.
Als het totaal overeenkomt met een van de voorspellingen, mag de speler die correct voorspeld had, een van zijn/haar voorwerpen inleveren.
Is er geen correcte voorspelling gedaan, dan wordt er opnieuw gespeeld met het maximale aantal voorwerpen. Bij een correcte voorspelling verandert het spel dus per ronde en is het van belang telkens goed te weten hoeveel voorwerpen nog maximaal in het spel zijn.
De winnaar is de speler die als eerste al zijn/haar voorwerpen ingeleverd heeft.